# أيمن الحبيل
أيمن إبراهيم الحبيل هو كاتب سيناريو كويتي، كان قد تعاون كثيرًا مع الفنان طارق العلي وعبدالعزيز المسلم في أعمال عديدة.

## أعماله

### مسرحيات
- البيت بيتك
- حاميها حراميها
- عايلة قرقيعان
- خاربة خاربة
- بخيت وبخيتة
- الطرطنجي
- الطار مقلوب

### مسلسلات
- هذا ولدنا
- زمن مرجان
- صج حظوظ
- الفلتة 1-2-3
- قرمش
- عتيق الصوف
- سوق الحريم
- جلثم وميثة

### برامج
- برنامج وسع صدرك
- برنامج طول بالك
- كما عمل مع شركات إنتاج أخرى عدة أعمال منها:
- مثلث برمودا
- برنامج عيني عينك 5

## وصلات فنية
- أيمن الحبيل على موقع قاعدة بيانات الأفلام العربية